# Dvoranski Kup Hrvatske u hokeju za muške
Osvajači Kupa Hrvatske u dvoranskom hokeju.

## Popis pobjednika
| sezona       | pobjednik    |
| ------------ | ------------ |
| 1992.:       | Marathon     |
| 1992./93.:   | Jedinstvo    |
| 1993./94.:   | Mladost      |
| 1994./95.:   | Zelina       |
| 1995./96.:   | Marathon     |
| 1996./97.:   | Zelina       |
| 19997./8.:   | Zelina       |
| 1998./99.:   | Zelina       |
| 1999./2000.: | Jedinstvo    |
| 2000./01.:   | nije održano |
| 2001./02.:   | Mladost      |
| 2002./03.:   | Mladost      |
| 2003./04.:   | Jedinstvo    |
| 2004./05.:   | Mladost      |
| 2005./06.:   | Jedinstvo    |
| 2006./07.:   | Mladost      |
| 2007./08.:   | Jedinstvo    |
| 2008./09.:   | Mladost      |
| 2009./10.:   | Mladost      |
| 2010./11.:   | Mladost      |
| 2011./12.:   | Mladost      |
| 2012./13.:   | Mladost      |
| 2013./14.:   | Mladost      |
| 2014./15.:   | Zelina       |
| 2015./16.:   | Zelina       |
| 2016./17.:   | Zelina       |
| 2017./18.:   | Zelina       |
| 2018./19.:   | Zelina       |
| 2019./20.:   | Zelina       |

## Vječna ljestvica
- 11
  - Mladost (Zagreb)
- 10
  - Zelina (Sveti Ivan Zelina)
- 5
  - Jedinstvo (Zagreb)
- 2
  - Marathon (Zagreb)

 stanje sa sezonom 2019./20. 

## Unutarnje poveznice
- Prvaci Hrvatske u dvoranskom hokeju
- Kup Hrvatske u hokeju na travi za muške
- Dvoranski Kup Hrvatske u hokeju za žene

## Vanjske poveznice
- hhs-chf.hr